# Michałowice (województwo świętokrzyskie)
Michałowice – wieś w Polsce położona w województwie świętokrzyskim, w powiecie kazimierskim, w gminie Czarnocin.
| SIMC    | Nazwa  | Rodzaj    |
| ------- | ------ | --------- |
| 0235996 | Piekło | część wsi |

W latach 1954–1972 wieś należała i była siedzibą władz gromady Michałowice. W latach 1975–1998 miejscowość administracyjnie należała do województwa kieleckiego.
W okresie międzywojennym majątkiem Michałowice gospodarował Ludwik Slaski, ziemianin, właściciel sąsiedniego majątku Turnawiec, znany działacz społeczny i gospodarczy w kieleckim, a po II wojnie światowej w Poznaniu.
28 grudnia 1944 roku Michał Zadara z Michałowic, wzięty do niemieckiego obozu pracy działającego od 20 sierpnia 1944 r. w Młodzawach Dużych, podczas ucieczki z obozu został zastrzelony przez wartownika [...] Został przez rodzinę zabrany i pochowany na cmentarzu parafialnym w Stradowie gminy Chroberz (z zeznań wójta gminy Chroberz Piotra Gila złożonych 4 czerwca 1947 roku).